# Ghost Days
| Recensione | Giudizio |
| ---------- | -------- |
| AllMusic   |          |

Ghost Days è il terzo album in studio del gruppo musicale francese Syd Matters, pubblicato il 14 gennaio 2008 da Third Side Records/Because Music.

## Tracce
1. Everything Else – 4:45
2. I Was Asleep – 3:19
3. Ill Jackson – 4:24
4. It's A Nickname – 5:06
5. Ghost Days – 1:42
6. My Lover's On The Pier – 4:22
7. Cloudflakes – 3:06
8. After All These Years – 3:18
9. Louise – 4:43
10. Big Moon – 4:59
11. Anytime Now! – 3:59
12. Me And My Horses – 6:28
13. Nobody Told Me – 4:21